# Форт-де-Ножан
Форт-де-Ножан (фр. Fort de Nogent) или Форт-де-Ножан-сюр-Марн (фр. Fort de Nogent-sur-Marne) — французский форт, входивший в состав фортификационных сооружений Парижа в XIX и XX веках. Своё имя получил в честь местечка Ножан-сюр-Марн, дорогу к которому гарнизон форта должен был охранять; сам форт находится в парижской коммуне Фонтене-су-Буа. В настоящее время в форте расположен центр отбора кандидатов во Французский Иностранный легион.

## История форта

### Строительство
Форт-де-Ножан был одним из 17 фортов, которые строились для обороны Парижа с 1840 года по инициативе премьер-министра Адольфа Тьера. Строительство форта велось в 1841—1848 годах под руководством военного инженера Гийома Дода де ла Брюнери. Форт окружён пятиугольным бастионным валом шириной 200 м, как в крепостях по проектам Себастьена Вобана. Основная дорога к форту проходит по улице 25 августа 1944 года, второстепенная дорога — по Страсбургскому бульвару.

### Форт в войнах

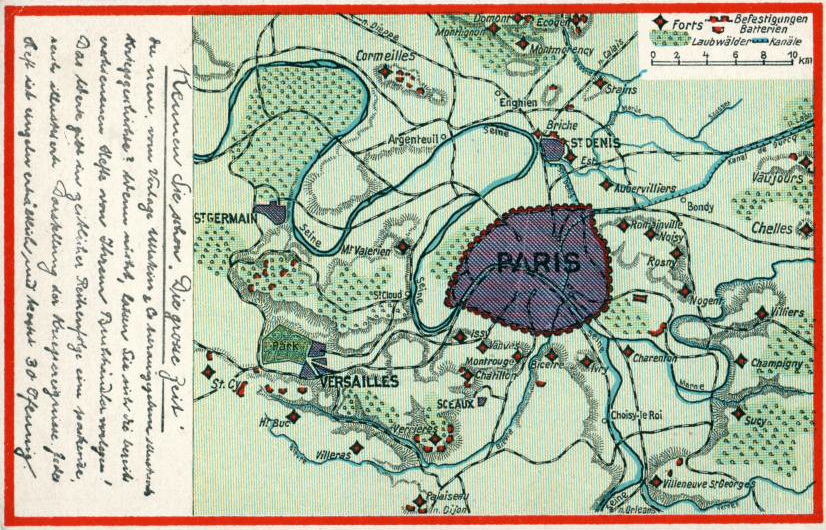
Немецкая открытка с укреплениями Парижа

Во время франко-прусской войны и осады Парижа гарнизоном форта руководил комендант Пистуле (фр. Pistoulet), артиллерией — командир эскадрона Давид (фр. David), инженерами — командир батальона Реван (фр. Revin), медицинской службой — майор ВМС доктор Од (фр. Aude). Гарнизон составляли 31-я, 61-я и 77-я роты линейной пехоты (590 солдат и 8 офицеров), 11-й батальон и две роты 13-го батальона мобильных сил Сены (114 солдат и 30 офицеров). Все мобильные силы были отправлены 22 сентября к северу от Сен-Дени. Артиллерию составляла 2-я бис-батарея 4-го полка (205 солдат и 2 офицера), в состав инженеров входили 40 солдат и 2 офицера, также были 18 человек из вспомогательного персонала, три врача и трое сопровождающих лиц.
В ноябре 1870 года французы предприняли попытки прорвать окружение Форт-де-Ножан в районах Шампиньи-сюр-Марн, Вилье-сюр-Марн и Бри-сюр-Марн, которые не увенчались успехом. В декабре прусские войска обстреляли форт: он был плохо оборудован для того, чтобы выстоять под артиллерийскими обстрелами, и в ходе обстрела казармы были разрушены. Однако гарнизон форта сопротивление вплоть до акта о капитуляции, подписанного 26 января 1871 года.
С 23 по 25 августа 1944 года в форте велась борьба между немецкими войсками и французскими партизанами. 30 жителей Фонтене-су-Буа погибли в бою, а немцы вынуждены были отступить из форта после обстрела железнодорожного депо.

### Алжирская война
В 1958 году в течение нескольких месяцев в форте скрывались алжирцы, выступавшие против Фронта национального освобождения и объявленные за это в розыск сторонниками независимости Алжира.
В 1961 году около 200 офицеров французской армии, среди которых значительную часть составляли солдаты 1-го парашютного полка Французского Иностранного легиона, были помещены под арест в Форт-де-Ножан: этих людей обвиняли в поддержке «Путча генералов», предпринятого с целью недопущения признания властями независимости Алжира. Всех арестованных держали в течение двух месяцев: командование полка было отправлено на допрос, а младшие офицеры, капралы и легионеры получили право сменить воинскую часть.
Считается, что солдаты, которых отпустили из Форт-де-Ножан, вышли оттуда, исполняя песню «Non, je ne regrette rien», которая стала одной из песен Иностранного легиона, звучащей на парадах.

## Современное использование
С 1962 года форт принадлежит Французскому Иностранному легиону — там располагается Вербовочная группа Французского Иностранного легиона. В форте находится центр отбора кандидатов в Иностранный легион. Зимой 2006/2007 годов форт использовался также в качестве убежища для членов Армии спасения.